# Sós György
Sós György (Mezőtúr, 1927. augusztus 25. – Budapest, 1993. augusztus 11.) magyar író, dramaturg, orvos.

## Életpályája
Sós György 1951-ben Budapesten orvosi diplomát szerzett, honvédségi ösztöndíjjal. 1954-től a Magyar Honvédség Írócsoportjának tagja volt. Később a Magyar Rádió dramaturgja lett, majd a Magyar Televízióban dolgozott, a filmvásárló osztály vezetőjeként.  Több antológia társszerzője volt, három regényt is írt, de leginkább színdarabjai és rádiójátékai révén vált ismertté. A Színházi adattárban tizennégy bemutatóját regisztrálták.

## Főbb művei
- Pettyes (színdarab) – 1954
- Tékozló fiatalok (Zenés játék, szövegkönyv) – 1956
- Három kívánság (színdarab) – 1956
- Pettyes kalandjai (regény) – 1958
- A pék (színdarab) – 1961
- Kati (színdarab) – 1962
- Az eltűnt miniatűr (színdarab, átdolgozás) – 1962
- Köznapi legenda (színdarab) – 1966
- Kárász Márton esete Kérész Klárival (színdarab) – 1966
- Igaz legenda (rádiójáték) – 1967
- Végtisztesség (regény) – 1962
- Aranycsont (rádiójáték) – 1970
- Köznapi legenda (film, forgatókönyv) – 1976